# Карин Линдберг
Карин Елизабет Линдберг (касније Линден) (швед. Karin Elisabet Lindberg; Каликс, 6. октобар 1929 — Еребро, 2. децембар 2020) је била шведска гимнастичарка. Такмичила се на Летњим олимпијским играма 1948, 1952. и 1956. и освојила златну и сребрну медаљу у тимској вежби са преносним апаратом, 1952. и 1956. године. Њени тимови су 1948. и 1952. године заузели четврто место. Њен најбољи појединачни резултат било је седмо место на прескоку 1952. године.